# 河原嶺旭
河原 嶺旭（かわはら みねあき、1988年10月18日 - ）は、日本の作曲家、編曲家。神奈川県横浜市。血液型はB型。

## 略歴
17歳で音楽を始め、専門学校に進学。在学中からビーイングと契約。ビーイングでは主に滴草由実の制作に関わり、ディレクションなども担当。アニメ・ゲーム関連にも楽曲を提供している。
2009年、福田沙紀「明日への光」で作曲家デビュー。
2011年、AKB48に提供した「風は吹いている」がオリコン週間シングルチャート1位を獲得。ミリオンセラーを記録する。この年の年間作家売上でも3位となる。当時23歳であり「アイドルと同世代の作曲家」として注目を集める。

## 提供楽曲
AKB48
- 風は吹いている（作曲・共編曲）

SKE48
- 嘘つきなダチョウ（作曲）

高橋みなみ
- 破れた羽根（作曲）

乃木坂46
- 世界で一番 孤独なLover（作曲）

福田沙紀
- 明日への光（作曲）

北原沙弥香
- かなり純情（作曲）

永江理奈
- Innocent World（作曲・編曲・プロデュース）

Lonesome_Blue
- Blue Like Sapphire (The Flower Of Hope)（作曲）

## アニメ・ゲーム関連
- ダーリンは芸能人 (GREE)
- ネオアンジェリーク
- バカとテストと召喚獣
- 花咲くいろは
- イナズマイレブンGO
- 真剣で私に恋しなさい!
- カードファイト!! ヴァンガード
- めだかボックス
- IS 〈インフィニット・ストラトス〉
- 機動戦士ガンダムAGE
- TIGER & BUNNY
- ラブライブ!
- この中に1人、妹がいる!
- ゴルゴ13
- 閃乱カグラ
- 絶園のテンペスト
- 真・三國無双シリーズ
- Free!
- HUNTER×HUNTER

など